# Каниц, Катрин
Катрин Каниц (нем. Katrin Kanitz) — фигуристка из Германии (ГДР), выступавшая в парном разряде. В паре с Тобиасом Шрётером она — бронзовый призёр чемпионата Европы 1987 и двукратная чемпионка ГДР.

## Результаты выступлений
| Соревнования               | 1985—1986 | 1986—1987 |
| -------------------------- | --------- | --------- |
| Чемпионаты мира            | 9         |           |
| Чемпионаты Европы          | 4         | 3         |
| Чемпионаты ГДР             | 1         | 1         |
| Skate Canada International |           | 6         |